# 小行星11385
小行星11385（11385 Beauvoir）是一颗绕太阳运转的小行星，为主小行星带小行星。该小行星于1998年9月20日发现。

## 轨道参数
小行星11385的轨道半长轴为3.0297862 UA，离心率为0.078。